# Friedrich Ferdinand von Beust
Pour les articles homonymes, voir Beust.
Le comte Friedrich-Ferdinand von Beust (né le 13 janvier 1809 à Dresde et mort au château d'Altenberg (de) le 23 octobre 1886 en Basse-Autriche) est un diplomate et homme d'État allemand. Il est ministre-président d'Autriche du 7 février au 30 décembre 1867.

## Carrière
Beust étudie le droit et les sciences politiques de 1826 à 1830 à Göttingen et à Berlin. Il est recruté par les services diplomatiques du royaume de Saxe. En 1836, il est secrétaire d'ambassade à Berlin puis en 1838 à Paris ; en 1841 chargé de mission à Munich, en 1846 consul de Saxe à Londres et en 1848 ambassadeur à Berlin.
Beust devient en 1849 ministre des Affaires étrangères et, du 25 octobre 1858 au 15 août 1866, représentant du Gouvernement de Saxe ; mais dès avant 1858, il passe déjà pour un membre actif du cabinet ministériel. En 1849, il réprime un soulèvement populaire à Dresde avec l'aide de l'armée prussienne. Il mène d'abord à bien une première alliance avec la Prusse et le Hanovre (Alliance des trois rois) mais, la Bavière et le Wurtemberg refusant de s'y joindre, Beust se détourne de la Prusse et démarche l'Autriche. À ce moment, il exerce une influence croissante sur le prince Jean de Saxe, frère cadet du roi et héritier du trône. Beust se voyait volontiers comme l'homologue du chancelier prussien, Otto von Bismarck. Lorsqu'éclate la Guerre austro-prussienne, il fait rallier la Saxe à la cause de l'Autriche. Il démissionna après la défaite de Sadowa et partit pour la cour de Vienne.
À compter du 30 octobre 1866, il exerce les fonctions de ministre des Affaires étrangères d’Autriche, qu'il devait conserver (avec un cumul de fonction) jusqu'en 1871. Il s'oppose au chancelier Belcredi, dont il obtient la démission le 7 février 1867, sur le compromis hongrois. Il est ministre-président d'Autriche jusqu'à la fin de l'année 1867, ce qui lui permet de mener à terme le Compromis austro-hongrois et d'engager la réforme constitutionnelle de la double monarchie. Il cumule ensuite la charge de chancelier impérial et de ministre des Affaires étrangères jusqu'au 8 novembre 1871.
Il est ensuite ambassadeur à Londres puis de 1878 à 1882, ambassadeur à Paris. Le comte Gyula Andrássy prend sa succession au ministère des Affaires Étrangères. Il se retire définitivement des affaires en 1882.